# Pottiales
Pottiales là một bộ rêu trong ngành Bryophyta.